# From Mars to Sirius
From Mars to Sirius er det tredje studiealbum af den franske heavy metal-gruppe Gojira. Albummet blev udgivet den 27. september 2005, og er et konceptalbum som omhandler klimaforandringer.
Albummet blev inkluderet på Rolling Stones liste over de 100 bedste metalalbum nogensinde fra 2017.

## Spor
Alt tekst skrevet af Joe Duplantier, alt musik komponeret af Gojira.
| From Mars to Sirius | From Mars to Sirius                   | From Mars to Sirius | From Mars to Sirius | From Mars to Sirius | From Mars to Sirius | From Mars to Sirius | From Mars to Sirius | From Mars to Sirius | From Mars to Sirius |
| #                   | Titel                                 | Længde              |                     |                     |                     |                     |                     |                     |                     |
| ------------------- | ------------------------------------- | ------------------- | ------------------- | ------------------- | ------------------- | ------------------- | ------------------- | ------------------- | ------------------- |
| 1.                  | "Ocean Planet"                        | 5:32                |                     |                     |                     |                     |                     |                     |                     |
| 2.                  | "Backbone"                            | 4:18                |                     |                     |                     |                     |                     |                     |                     |
| 3.                  | "From the Sky"                        | 5:48                |                     |                     |                     |                     |                     |                     |                     |
| 4.                  | "Unicorn" (Instrumental)              | 2:09                |                     |                     |                     |                     |                     |                     |                     |
| 5.                  | "Where Dragons Dwell"                 | 6:54                |                     |                     |                     |                     |                     |                     |                     |
| 6.                  | "The Heaviest Matter of the Universe" | 3:57                |                     |                     |                     |                     |                     |                     |                     |
| 7.                  | "Flying Whales"                       | 7:44                |                     |                     |                     |                     |                     |                     |                     |
| 8.                  | "In the Wilderness"                   | 7:47                |                     |                     |                     |                     |                     |                     |                     |
| 9.                  | "World to Come"                       | 6:52                |                     |                     |                     |                     |                     |                     |                     |
| 10.                 | "From Mars"                           | 2:24                |                     |                     |                     |                     |                     |                     |                     |
| 11.                 | "To Sirius"                           | 5:37                |                     |                     |                     |                     |                     |                     |                     |
| 12.                 | "Global Warming"                      | 7:50                |                     |                     |                     |                     |                     |                     |                     |
| 66:52               |                                       |                     |                     |                     |                     |                     |                     |                     |                     |

## Musikere
- Joe Duplantier - sang, rytmeguitar
- Mario Duplantier - trommer
- Christian Andreu - leadguitar
- Jean-Michel Labadie - basguitar